# Vụ rơi máy bay Il-76 Không quân Algérie 2018
Vụ rơi máy bay Il-76 Không quân Algérie xảy ra vào lúc 8h giờ địa phương (14h giờ Việt Nam) khi chiếc máy bay của Không quân Algérie đang chở nhiều binh sĩ và thiết bị quân sự. Chiếc máy bay bị nạn là Ilyushin Il-76 do Nga sản xuất. Căn cứ không quân Boufarik nằm ở phía bắc Algérie, cách thủ đô Algiers khoảng 30 km.

## Tai nạn
| [Bản đồ tương tác toàn màn hình] |                                                               |
|                                  | Biểu đồ hiện đang tạm thời không khả dụng do vấn đề kĩ thuật. |

Chiếc máy bay đang bay tới thành phố Bechar, phía tây nam Algérie. Các nhân chứng cho biết chiếc Ilyushin Il-76 đã bốc cháy trước khi rơi xuống một trang trại gần sân bay Boufarik. Lực lượng cứu hộ có mặt tại hiện trường, chiếc phi cơ vẫn bốc cháy. Tất cả 10 phi hành đoàn và 247 hành khách trên máy bay đã được công bố là đã chết. Trong số các hành khách là thành viên của Quân đội Quốc gia Algeria và các thành viên gia đình họ,
Ba mươi người dân Xarauy từ các trại tị nạn ở Tindouf nằm trong số những người chết theo các quan chức của Cộng hòa Dân chủ Ả Rập Xarauy. Họ đã đến Algiers vì nhiều lý do y tế và quan liêu. Người Xarauy từ các trại tị nạn thường xuyên được cung cấp các chuyến bay miễn phí trong máy bay vận tải quân sự Algérie. Trong khi đó, một thành viên cao cấp của Mặt trận Giải phóng Dân tộc, đảng cầm quyền của Quốc hội ở Algérie, 26 người là được cho là thành viên của Mặt trận Polisario.
Chính quyền địa phương đã cử mười bốn xe cứu thương, mười thiết bị cứu hỏa và 130 nhân viên tới hiện trường. Do tai nạn, đoạn đường giữa Boufarik và Blida đã tạm thời ngưng lưu thông.

## Hậu quả
Sau vụ việc, Abdelaziz Bouteflika, Tổng thống Algérie, tuyên bố ba ngày quốc tang, tương tự với vụ rơi máy bay Lockheed C-130 Hercules năm 2014. Về phần mình, Brahim Ghali, Chủ tịch Cộng hòa Dân chủ Ả Rập Xarauy, tuyên bố bảy ngày quốc tang. Ahmed Gaid Salah, Tham mưu trưởng của Quân đội Algérie, ra lệnh điều tra để xác định nguyên nhân vụ việc.